# 古狐猴屬
古狐猴屬為已滅絕的狐猴，包含有兩種：愛德華古狐猴（A. edwardsi）及古狐猴（A. majori）。

## 描述
古狐猴屬於全新世時廣泛分布於馬達加斯加島各地，於全島幾乎都可發現化石，廣泛的地理分布與短暫的生存年代肇因於牠們身為泛化種的特性。牠們的體重約介於15至35（33至77磅），為半地棲性的狐猴，主要棲息於地表，但也擅長於樹上活動。儘管幾乎都於地面生活，古狐猴卻不像獼猴或狒狒（科學家多半用這兩者與古狐猴做比較）那麼擅於行走；相較於幾乎完全地棲性的狒狒，古狐猴具有較為粗短的四肢、較小的手指、及較寬的軀幹。古狐猴被認為具有十分多樣化的食性，包括種子及各種疏林草原的植物，古狐猴具有較大的門牙可用於移除這些種子及果實上的硬殼或外皮。廣適性的適應也解釋了為什麼牠們是最晚絕種的亞化石狐猴之一。

## 滅絕
古狐猴屬約於公元1047–1280年滅絕。

## 分類學
- 靈長目 Primate
  - 原猴亞目 Strepsirrhini：狐猴、嬰猴及懶猴
    - 狐猴型下目 Lemuriformes
      - 狐猴總科 Lemuroidea

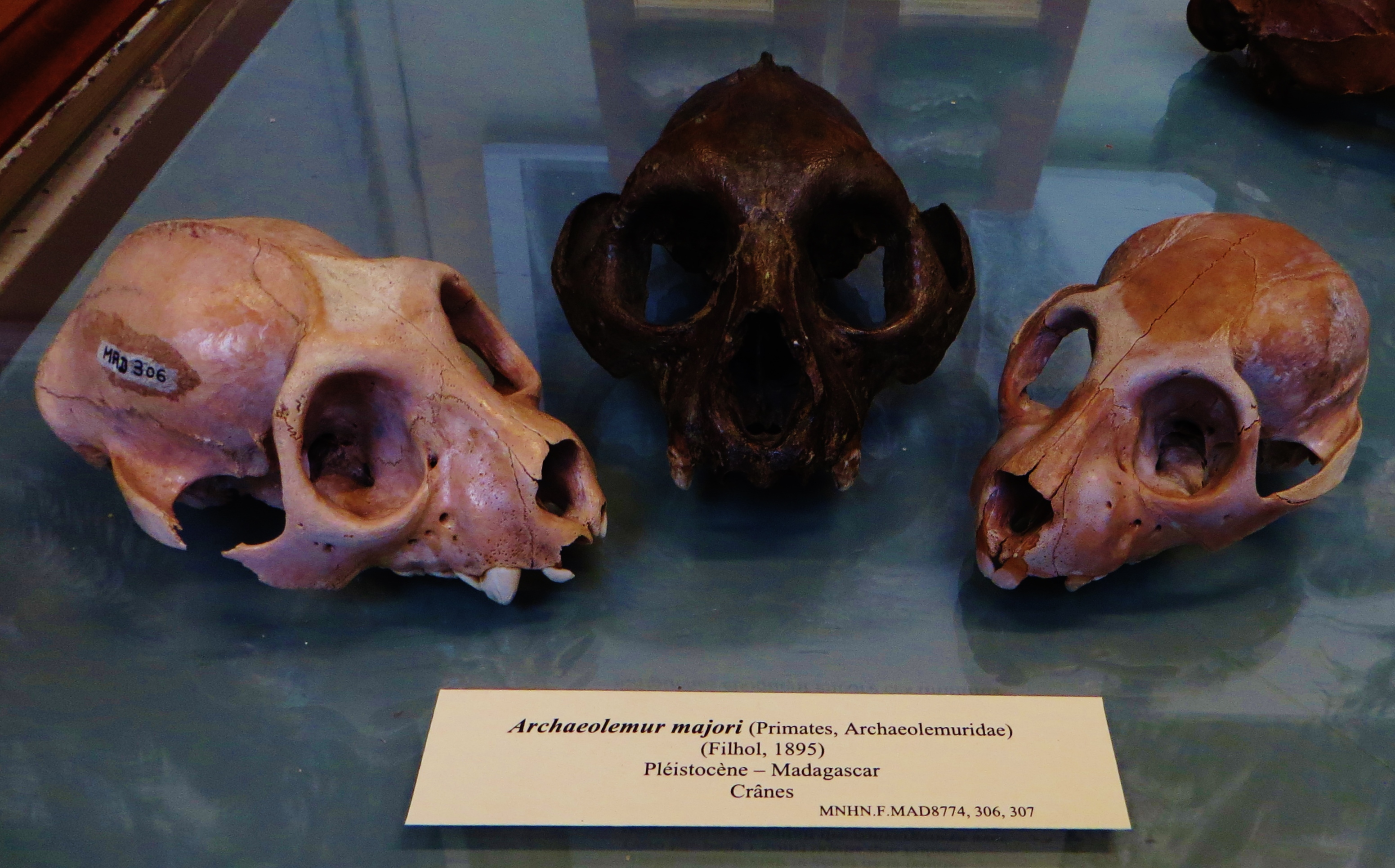
古狐猴（A. majori）顱骨化石

        - †古狐猴科 Archaeolemuridae
          - †古狐猴屬 Archaeolemur
            - †愛德華古狐猴 Archaeolemur edwardsi
            - †古狐猴 Archaeolemur majori

          - †猴狐猴屬（英语：Hadropithecus） Hadropithecus

        - 鼠狐猴科 Cheirogaleidae
        - 指猴科 Daubentoniidae
        - 大狐猴科 Indriidae
        - 狐猴科 Lemuridae
        - 鼬狐猴科 Lepilemuridae
        - †巨狐猴科 Megaladapidae
        - †古原狐猴科 Palaeopropithecidae

      - 懶猴總科 Lorisoidea

  - 簡鼻亞目 Haplorrhini